# أرض المدامع (رواية)
أرض المدامع هي رواية مغربية للكاتب البشير الدامون، صدرت عن المركز الثقافي العربي، وتُعد من أبرز أعماله التي تمزج بين الواقعية القاسية والتخييل الرمزي.

## شخصيات الرواية
- الساردة (الفتاة المجهولة الأصل) بطلة الرواية، وُلدت في "الدار الكبيرة" (ماخور)، ثم تبنّتها أسرة محافظة لتبدأ رحلة البحث عن الذات. تعيش صراعًا داخليًا بسبب نشأتها، وتدخل تجربة النضال السياسي، لتواجه الخيانة، الفقد، والخذلان، وتُجسّد صوتًا أنثويًا مقاومًا في وجه القهر الاجتماعي.
- أحمد رفيق الساردة في النضال السياسي، يشاركها الحلم بالتغيير، لكنه ينتهي إلى الجنون بعد أن يعجز عن مواجهة الواقع القاسي، مما يُبرز هشاشة الحلم الثوري أمام سطوة القمع.
- أمير شخصية ثانوية تمثل الهروب من الواقع، يفرّ مع أسرته إلى إسبانيا بحثًا عن حياة أكثر أمانًا، ويُجسّد خيار الانسحاب بدل المواجهة.
- الأسرة المتبنية تمثل التناقض بين الرعاية والمحافظة، إذ تمنح البطلة فرصة للتعليم والانفتاح، لكنها لا تستطيع حمايتها من صراعات المجتمع والهوية.